# Muzeul Județean de Istorie și Artă Zalău
Muzeul Județean de Istorie și Artă Zalău s-a înființat în 1951 și este un muzeu județean situat în municipiul Zalău, județul Sălaj. Expoziția de bază este organizată în două imobile: partea de istorie la Secția de Istorie „Vasile Lucăcel” (strada Unirii nr. 9), iar partea de artă la Galeria de Artă „Ioan Sima” (str. Gheorghe Doja nr. 6).

### ISTORICUL MUZEULUI JUDEȚEAN DE ISTORIE ȘI ARTĂ ZALĂU[1]
În a doua jumătate a secolului al XIX-lea, sub influență germană pătrunde în Transilvania ideea înființării unor muzee prin intermediul societăților culturale. Primele inițiative privind înființarea unei astfel de societăți sunt semnalate la Zalău în anul 1878, însă abia pe 30 decembrie 1880 are loc ședința de constituire a Asociației Muzeistice a comitatului Sălaj. Cu această ocazie avocatul Szikszai Lajos face publică intenția de a dona colecția personală structurată pe cinci domenii (documente, monede, ceramică, monumente din piatră și bronz, exponate paleontologice) viitorului muzeu din urbea de la poalele Meseșului. Colecția a fost expusă în câteva săli din clădirea Prefecturii (actualul sediu al Primăriei Municipiului Zalău), însă mare parte din ea se pierde în vâltoarea evenimentelor din toamna anului 1918.
Pe aceleași coordonate se înscrie și apelul profesorului Victor Russu, care militează pentru înființarea Societății arheologico-istorice a Silvaniei, în scopul redactării unei monografii istorice a Țării Silvaniei (obiectiv pe care-l va realiza prin publicarea în anul 1890 a volumului „Silvania antică”- o adevărată lucrare de erudiție arheologică), dar și de înființare a unui muzeu, acest ultim deziderat nefiind atins nici atunci și nici mai târziu.
În anul 1923 ASTRA, prin președintele Nicolae Cristea reunește ceea ce a mai rămas din colecția Szikszai cu o colecție muzeală școlară, organizând astfel, cu aproximativ 100 de obiecte cu valențe istorice, un nucleu de muzeu.
Ajuns în fruntea Despărțământului central județean al ASTREI, Leontin Ghergariu va obține o clădire pentru Casa Culturală a „Astrei” unde au fost amenajate și spații pentru un viitor muzeu în care au fost expuse alături de ceea ce a mai rămas din colecția Szikszai și artefacte descoperite la Porolissum ca urmare a reluării cercetării științifice din acest important sit arheologic sub conducerea profesorului Constantin Daicoviciu. Evenimentele nefaste din toamna anului 1940 fac să se piardă și de această dată bună parte din obiectele expuse.
În 15 mai 1951 este înființat Muzeul din Zalău, beneficiind de patru încăperi modeste la etajul clădirii de pe strada Crinului, nr.1.
Vasile Lucăcel primește funcția de director al instituției muzeale nou create și începe activitatea de colecționare a pieselor și de organizare a expoziției de bază. Acesta, împreună cu o supraveghetoare vernisează, la 1 august 1952, prima expoziție de bază a muzeului în două din cele patru spații alocate, beneficiind de o suprafață de expunere de aproximativ 72 m².
Ca urmare a creșterii colecțiilor prin donații (Leontin Ghergariu, Ana Teleki), achiziții (Silviu Papiriu Pop, Szekely Bella), cercetări arheologice în principalele situri din județ dar și prin alocarea unui nou spațiu expozițional (actuala locație) în intervalul de timp 1956-1976 au loc trei reorganizări semnificative a expoziției de bază (1956, 1961, 1971).
Începând cu anul 1955 s-au primit, în mai multe etape, pentru organizarea expoziției de bază a muzeului, câteva încăperi în actualul sediu, din strada Unirii nr. 9, clădirea fiind repartizată muzeului în 1969, când se fac reparații capitale și începe amenajarea unei noi expoziții de bază cu trei secții distincte: istorie veche (arheologie), artă populară (etnografie) și artă plastică. Noul muzeu își vernisează expozițiile în anul 1971, luna august și nu suferă modificări importante până în anul 1986.
O nouă organizare a expoziției de bază are loc în anul 1986 când în actuala clădire vor rămâne exponate aparținând istoriei și etnografiei. Colecția de artă contemporană a fost îmbogățită în chip fericit în anul 1980 cu donația maestrului Ioan Sima. Ea beneficiind de un spațiu nou situat pe strada Gheorghe Doja, nr. 6, cunoscut sub denumirea de Galeria de Artă „Ioan Sima”, căruia i se va adăuga un nou corp de clădire ce va adăposti arta contemporană românească. Galeria a fost deschisă publicului vizitator începând cu data de 9 iulie 1981.
În locul expoziției de artă plastică se înființează expoziția de istorie contemporană, cuprinzând așa-numita „epocă de aur”, conform uzanțelor epocii, pe 1/3 din spațiul total de expunere existent în muzeu. În această formă expoziția de bază a fost vernisată la 9 mai 1987 și s-a păstrat până în decembrie 1989. În 1990 aceasta este reorganizată, în măsura posibilităților, sălile „epocii de aur” devenind săli de expoziții temporare și depozit.
Timp de 20 de ani, din cauza tranziției și a crizei financiare nu s-a întreprins o reorganizare capitală a expoziției de bază. În 2010, imobilul din strada Unirii nr. 9 unde se află Secția de Istorie „Vasile Lucăcel”  a intrat într-un proces de reabilitare capitală, ocazie cu care s-a reorganizat și expoziția de bază, în conformitate cu noile cerințe ale publicului vizitator.  Noua expoziție s-a deschis pentru public în 17 mai 2014. În ianuarie 2018 a fost deschisă și expoziția CLIO HIGH TECH, care propune o incursiune în istorie prin noile tehnologii, o călătorie virtuală prin istoria acestor locuri.
În prezent, patrimoniul Muzeului Județean de Istorie și Artă din Zalău numără peste 225.000 bunuri de patrimoniu, parte din ele etalate în expozițiile permanente și temporare pentru delectarea și educarea publicului vizitator. 
La conducerea instituției s-au aflat, de la înființare până în prezent, următorii muzeografi sau cercetători științifici: Vasile Lucăcel (1951-1983); Alexandru V. Matei (1983-1999) și (2008-2010); Dumitru Gheorghe Tamba (2000-2006); Elena Musca (2006-2008) și Corina Bejinariu din anul 2010.
Clădirile muzeului sunt declarate monumente istorice, având codul SJ-II-m-B-05007, respectiv cod LMI SJ-II-m-B-04989